# 毛利光房
毛利光房（1386年—1436年），是室町時代在安藝國的國人領主。毛利氏當主。父親是毛利廣房。本名之房。官位是從五位下右馬頭。兒子有煕元、元忠。女兒是山內煕通室。

## 生平
在元中3年／至德3年（1386年）出生。父親廣房在光房出生前就於安藝西條被討死，於是在祖父元春的照顧下成長。
在應永年間的安藝國人一揆中成為鎮壓一揆的中心人物，幕府亦留意到光房的存在。不過在另一方面，毛利家中的麻原氏和坂氏等庶家亦開始抬頭，於是身為毛利家當主的光房的立場就變得相當不安定。
特別在應永25年（1418年）期間，毛利氏惣領家與庶家之間的對立開始激化，居城吉田郡山城被庶家的軍勢攻擊。此時身在京都的光房依靠有力的庶家之一‧福原廣世支援嫡子煕元，因為福原廣世的救援而把庶家擊退。而在毛利家內紛之際，以鄰近的國人領主平賀氏為首的宍戸氏、高橋氏等人亦開始調停，於是光房的嫡男煕元與煕元的後見役福原廣世與其他庶家之間都達成和解。
後來受將軍足利義滿的命令進攻周防的大內盛見，亦開始遠征九州，最終在永享8年（1436年）於九州陣亡。墓所在廣島縣安芸高田市的吉田郡山城城跡內。